# 목장이야기 2
하베스트 문 64(Harvest Moon 64, 일본어: 牧場物語2)는 닌텐도 64 비디오 게임 콘솔용으로 빅터 인터랙티브 소프트웨어가 개발하고 배급한 농장 시뮬레이션 비디오 게임이며 하베스트 문 GB에 이어 목장이야기 시리즈 중 3번째 게임이다. 1999년 2월 5일 일본에서, 1999년 12월 22일 나츠메에 의해 북아메리카에서 출시되었다.
Wii가 홈브루 에뮬레이션을 통해 지원 가능성을 입증하고 있음에도 불구하고, 나츠메는 처음에 Wii U 버추얼 콘솔 지원이 기술적 문제로 불가능하다고 언급했다. 그러나 이 시리즈의 21주년에 이 게임은 2017년 2월 23일 Wii U 버추얼 콘솔용으로 출시되었다. 또, PAL 지역의 게임 데뷔작(오리지널은 시간 제약으로 인해 취소됨)이자 근 20년만에 첫 공식 재출시판(또, 최초의 디지털판)이기도 하다.

## 평가
| 통합 점수   | 통합 점수 |
| 통합사      | 점수      |
| ----------- | --------- |
| 게임랭킹스  | 84%       |
| 메타크리틱  | 78/100    |
| 평론 점수   |           |
| 평론사      | 점수      |
| 올게임      | [ 7 ]     |
| EGM         | 7.62/10   |
| 패미츠      | 31/40     |
| 게임 인포머 | 7.25/10   |
| 게임스팟    | 7.3/10    |
| IGN         | 8.2/10    |
| N64 매거진  | 82%       |
| 닌텐도 파워 | 8.2/10    |
| Nintendojo  | 8.0/10    |

| 수상                             | 수상                        |
| 평론사                           | 수상                        |
| -------------------------------- | --------------------------- |
| Parent's Guide to Nintendo Games | Parent's Guide Choice Award |